# Canale di Caronte
Il canale di Caronte è un canale situato nel dipartimento Bouches-du-Rhone, attraverso il quale il mar Mediterraneo (golfo di Fos) versa le sue acque nello stagno di Berre.
Il canale ha una lunghezza di 6,5 km e 250 metri di larghezza, la sua profondità è attualmente di 10 metri, ed è navigabile solo dal XX secolo.
Il primo stanziamento documentato sulle rive del canale è datato 800-700 aC; i villaggi sul lago furono costruiti sulla sponda nord del canale di Caronte.
Il canale attraversa la città di Martigues, posta all'estremo est del canale stesso, all'imbocco con lo stagno di Berre. Sul braccio meridionale del canale nella città di Martigues (canale Galliffet o du Roi), è stato edificato un ponte elevatore per consentire il passaggio di navi di più di un metro di altezza.

## Viadotto ferroviario
La ferrovia da Marsiglia a Miramas via Port-de-Bouc attraversa il canale sul Ponte di Caronte, un viadotto metallico costruito nel 1915. Lungo quasi un chilometro, il viadotto si affaccia sul canale a circa 25 m sopra il livello dell'acqua. La parte centrale del viadotto, lunga 114 metri, è montata su un asse girevole, in maniera da consentire il transito di navi di grandi dimensioni.